# Górki (Lędziny)
Górki (niem. Gurkau) – część Lędzin położona na południowym wschodzie miasta.
Górki powstały w XVI wieku za panowania księcia pszczyńskiego Karola Promnitza na oddanych przez niego terenach do karczowania. W latach 1945–1951 Górki należały do gminy Chełm, po likwidacji gmin weszły w skład gromady Goławiec (do 31 grudnia 1961), a następnie gromady Chełm. W granice Lędzin włączono Górki w 1973. W latach 1975–1991 Lędziny wchodziły w skład miasta Tychy. Dnia 2 kwietnia 1991 Lędziny odzyskały prawa miejskie, wtedy Górki  stały się ponownie częścią usamodzielnionych Lędzin.
W Górkach ma siedzibę rzymskokatolicka parafia Świętych Apostołów Piotra i Pawła.